# Denkmäler der Provinz Shandong

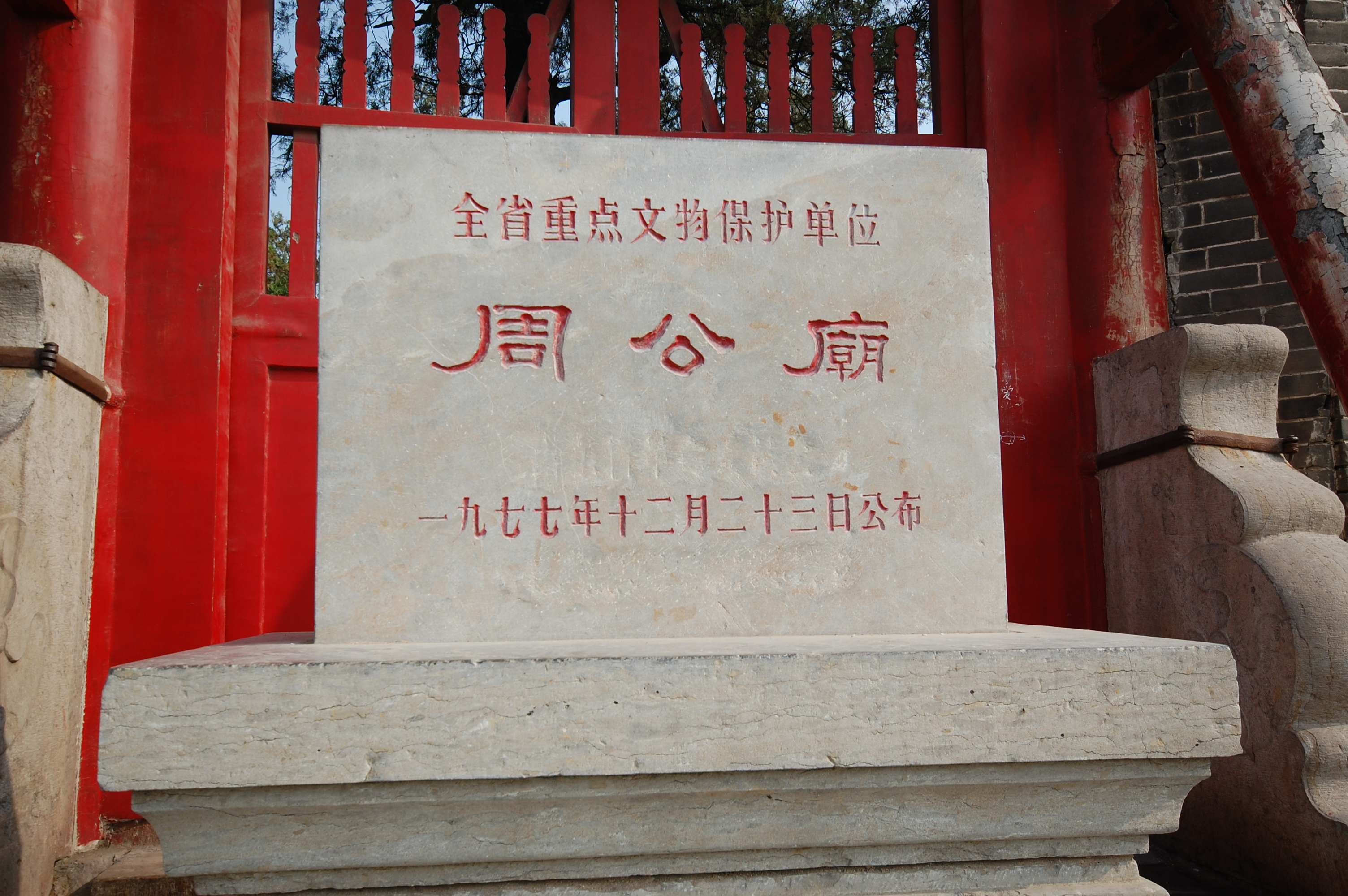
"Kulturdenkmal der Provinz
Herzog-von-Zhou-Tempel (Zhou Gong Miao)
Beschluss vom 23. Dezember 1977" (Denkmalstafel vor einem Tempel in Qufu)

Die Denkmalliste der Provinz Shandong (chinesisch 山東省文物保護單位 / 山东省文物保护单位, Pinyin Shāndōng shěng wénwù bǎohù dānwèi – „Denkmäler der Provinz Shandong“) ist eine vom Amt für Kulturgegenstände der Provinz Shandong (山东省文物局,  Shandong sheng wenwu ju) in der Volksrepublik China aufgestellte Denkmalliste von geschützten historischen Stätten und Kulturgütern. Sie werden von der Volksregierung der Provinz Shandong bestimmt und vom Staatsrat der Volksrepublik China bekanntgegeben.
In den Jahren 1977, 1992 und 2006 wurden drei verschiedene Listen aufgestellt.
Die Gesamtliste umfasst bedeutende Stätten für Geschichte, Religion, Kunst und Wissenschaft: Gebäude, Gräber, alte Architektur, Klöster, Steininschriften und anderes.
Ein Teil der Denkmäler der Provinz Shandong steht auch auf der Liste der Denkmäler der Volksrepublik China.

Binzhou |
Dezhou |
Dongying |
Heze |
Jinan |
Jining |
Laiwu |
Liaocheng |
Linyin |
Qingdao |
Rizhao |
Tai’an |
Weifang |
Weihai |
Zaozhuang |
Zibo

## Übersicht (nach Bezirken und ihren Kreisen usw.)
Die Schreibung erfolgte in Pinyin und mit chinesischen Schriftzeichen, jeweils mit Angabe der Liste.

### Jinan济南市

#### Shizhong市中区
- Yingxiongshan geming lieshi lingyuan 英雄山革命烈士陵园 (1-05)
- Shandong shehui zhiyi qingniantuan jiantuan jiuzhi 山东社会主义青年团建团旧址 (2-1)
- Jinan Nanda si 济南南大寺 (2-70)
- Wanzhuyuan 万竹园 (2-73)
- Jinan daoyuan jiuzhi 济南道院旧址 (2-74)[1]
- Yin Shidan mu 殷士儋墓 (3-123) (Yin Shidan)
- Dehua yinhang Jinan fenhang jiuzhi 德华银行旧址 (3-247)
- "Deguo lingshiguan" jiuzhi “德国领事馆”旧址 (3-248)
- Shandong youwu guanliju jiuzhi 山东邮务管理局旧址 (3-260)
- Wusan can'an Cai Gongshi xunnan di 五三惨案蔡公时殉难地 (Jinan-Zwischenfall, Cai Gongshi) (3-262)
- Jiaotong yinhang Jinan fenhang jiuzhi 交通银行济南分行旧址 (3-264)

#### Lixia历下区
- Jiefang ge 解放阁 (1-06)
- Xinhai geming lieshi lingyuan 辛亥革命烈士陵园 (2-2)
- Longdong, Dongfoyu moya shike zaoxiang 龙洞、东佛峪摩崖石刻造像 (2-16)
- Jinan fuxue wenmiao 济南府学文庙 (2-69)
- Hongjialou tianzhu jiaotang 洪家楼天主教堂 (2-71)[1]
- Guangzhiyuan 广智院 (2-72)
- Dao Gui mu 道贵墓 (2-245)
- Daming Hu 大明湖 (3-130)
- Huangtai chezhan Deshi jianzhuqun 黄台车站德式建筑群 (3-252)
- Qilu Daxue han yixueyuan jianzhuqun 齐鲁大学含医学院建筑群 (Cheeloo University) (3-259)
- Kuixu shucang 奎虚书藏 (3-269)
- Lao She jiuju老舍旧居 (3-271) (Lao She)

#### Tianqiao天桥区
- Mao zhuxi shicha beiyuan gongshe jiniandi 毛主席视察北园公社纪念地 (1-01) (Mao Zedong)
- Zhou zongli shicha pokou Huang He tielu qiao jiniandi 周总理视察泺口黄河铁路桥纪念地 (1-03) (Zhou Enlai)
- Zhonggong Shandong sheng-wei mishuchu jiuzhi 中共山东省委秘书处旧址 (1-04)
- Zhang Yanghao mu 张养浩墓 (2-246) (Zhang Yanghao)
- Jiaoji chezhan jiuzhi 胶济车站旧址 (3-258)
- Wang Tongzhao mu 王统照墓 (3-290)

#### Huaiyin槐荫区
- Xingfu si 兴福寺 (3-144)

#### Licheng历城区
- Mao zhuxi shicha sheng nong-ke yuan jiniandi 毛主席视察省农科院纪念地 (1-02)
- Dafosi shike zaoxiang 大佛寺石刻造像 (1-30)
- Jiuding ta 九顶塔 (1-38)[2]
- Longhu ta 龙虎塔 (1-39)[2]
- Daxinzhuang yizhi 大辛庄遗址 (1-64)
- Fang Yanqian mu 房彦谦墓 (1-116)
- Huayang gong gu jianzhuqun 华阳宫古建筑群 (3-222)

#### Changqing长清区
- Lingyan ta Qianfo dian luohan wang 灵岩寺千佛殿罗汉塑 (1-40)[3]
- Xiaotun yizhi 小屯遗址 (1-68)
- Lianhua dong shiku zaoxiang 莲花洞石窟造像 (2-17)
- Zhangguan yizhi 张官遗址 (2-90)
- Daliuhang yizhi 大柳杭遗址 (2-110)
- Yuezhuang yizhi 月庄遗址 (3-1)
- Ming de wang mu qun 明德王墓群  (3-122)
- Shifo tang 石佛堂 (3-133)
- Wufeng shandong zhenguan 五峰山洞真观 (3-149)

#### Zhangqiu章丘市
- Dongpingling gucheng 东平陵故城 (1-72)[1]
- Jiaojia yizhi 焦家遗址 (2-109)
- Wangtuiguan yizhi 王推官遗址 (2-144)
- Li Kaixian mu 李开先墓 (2-250)
- Xihe yizhi 西河遗址 (2-88)[4]
- Xiaojingshan yizhi 小荆山遗址 (2-89)[1]
- Wangguan yizhi 王官遗址 (2-92)
- Xingguo si 兴国寺 (3-152)

#### Pingyin平阴县
- Cui ping shan duo Fo ta 翠屏山多佛塔 (1-43)
- Zhouhe yizhi 周河遗址 (2-111)
- Xintun Han mu qun 新屯汉墓群 (3-110)
- Mengzhuang Han mu qun 孟庄汉墓群 (3-111)
- Pingyin wenmiao 平阴文庙 (3-148)
- Yongji qiao 永济桥 (3-157)
- Pingyin sishan moya shike 平阴四山摩崖石刻 (3-228)

#### Jiyang济阳县
- Yuhuangzhong yizhi 玉皇冢遗址 (1-112)
- Lutaizi yizhi 刘台子遗址 (2-189)

#### Shanghe商河县
- Lufang yizhi 芦坊遗址 (2-190)
- Xiaoguanzhuang muqun 小官庄墓群 (2-229)

### Qingdao青岛市

#### Shinan市南区
- Mao zhuxi zuo xiaji xingshi baogao jiniandi 毛主席作夏季形势报告纪念地 (1-07)
- Qingdao tidu fu jiuzhi 青岛提督府旧址 (2-63)[5]
- Qingdao tidu lou jiuzhi 青岛提督楼旧址 (2-64)[5]
- Qingdao Deguo jingcha shu jiuzhi 青岛德国警察署旧址 (2-65)[5]
- Qingdao Badaguan jianzhuqun 青岛八大关建筑群 (2-66)[4]
- Jiangsu lu Jidu jiaotang 青岛江苏路基督教堂 (2-67)[5]
- Qingdao zhejiang lu Tianzhu jiaotang 青岛浙江路天主教堂 (2-68)[5]
- Qingdao Tiangou gong 青岛天后宫 (3-159)
- Zhan qiao ji Huilan ge 栈桥及回澜阁 (3-226)
- Qingdao Zhongshan lu jindai jianzhu 青岛中山路近代建筑 (3-257)
- Kang Youwei guju 康有为故居 (3-263)
- Qingdao shuizuguan 青岛水族馆 (3-267)

#### Shibei市北区
- Qingdao Guantao lu jindai jianzhu 青岛馆陶路近代建筑 (3-249)

#### Sifang四方区
- Zhong-Gong Qingdao difang zhibu jiuzhi 中共青岛地方支部旧址 (3-251)

#### Laoshan崂山区
- Shizaoxiang ji beike 石造像及碑刻 (1-33)[6] (Stadtmuseum Qingdao)
- Chengzi yizhi 城子遗址 (1-115)
- Kang Youwei mu 康有为墓 (2-11)
- Caibeigou muqun 财贝沟墓群 (2-221)
- Laoshan daojiao jianzhuqun 崂山道教建筑群 (3-128)

#### Chengyang城阳区
- Fahai Si 法海寺 (3-129)

#### Jimo即墨市
- Nanqian yizhi 南阡遗址 (2-104)
- Xujiagou 徐家沟遗址 (2-145)
- Shiyuan yizhi 石原遗址 (2-146)
- Tianheng wubai yishi zhong 田横五百义士冢 (2-222)
- Xiaoqiao muqun 小桥墓群 (2-223)
- Xianzibu yizhi 现子埠遗址 (3-4)
- Jimo xianya 即墨县衙 (3-158)

#### Jiaozhou胶州市
- Sanlihe yizhi 三里河遗址 (2-105)[1]
- Xi huang gu an yizhi 西皇姑庵遗址 (2-194)
- Zhaojiazhuang yizhi 赵家庄遗址 (3-3)
- Fuguo ducheng muma cheng yizhi ji mu qun 祓国都城牧马城遗址及墓群 (3-81)

#### Jiaonan胶南市
- Dongzaohu yizhi 东皂户遗址 (1-98)
- Langyetai yizhi 琅琊台遗址 (2-208)
- Xiangyang yizhi 向阳遗址 (3-2)

#### Pingdu平度市
- Gaojia minbing lianfang yizhi 高家民兵联防遗址 (1-27)
- Liuqushan muqun 六曲山墓群 (1-140)
- Dongyueshi yizhi 东岳石遗址 (2-180)[1]
- Jimo guchengzhi 即墨故城址 (2-207)[4]
- Dazeshan shike ji Zhicang si muta lin 大泽山石刻及智藏寺墓塔林 (3-235)

#### Laixi莱西市
- Xishabu yizhi 西沙埠遗址 (3-79)
- Jie Wenqing lieshi jiu yichu 解文卿烈士就义处 (3-275)

### Zibo淄博市

#### Zhangdian张店区
- Heitieshan qiyi zhijunbu jiuzhi 黑铁山起义指挥部旧址 (2-10)
- Fushanyi yizhi 浮山驿遗址 (2-94)
- Pengjia yizhi 彭家遗址 (3-9)
- Changguo yizhi 昌国遗址 (3-76)

#### Linzi临淄区
- Tonglin, Tianwang yizhi 桐林、田旺遗址 (1-65)
- Linzi muqun 临淄墓群 (1-146)[2]
- Houli yizhi 后李遗址 (2-87)[1]
- Dongchu yizhi 董褚遗址 (2-147)
- Dapengke yizhi 大蓬科遗址 (2-148)
- Jishan muquan 稷山墓群 (2-227)[7]

#### Zichuan淄川区
- Ma’anshan Kang-Ri jiuzhi 马鞍山抗日遗址 (1-11)
- Pu Songling guju 蒲松龄故居 (1-63)[1]
- Zhaili yaozhi 寨里窑址 (2-215)[1]
- Beishen yizhi 北沈遗址 (3-8)
- Gongsun yizhi 公孙遗址 (3-61)
- Qianlai yizhi 前来遗址 (3-64)
- Cicun ciyaozhi 磁村瓷窑址 (3-88)
- Su Qin mu 苏秦墓 (3-107)
- Pu Luhun mu 蒲鲁浑墓 (3-121)
- Yangzhai ta 杨寨塔 (3-143)
- Qingyun ta 青云寺 (3-164)
- Pujia zhuang minsu jianzhuqun 蒲家庄民俗建筑群 (3-215)
- Zibo kuangwuju De-Ri jianzhuqun 淄博矿务局德日建筑群 (3-253)

#### Boshan博山区
- Yan wen jiang ci 颜文姜祠 (2-31)[1]
- Badou ciyaozhi 八陡瓷窑址 (3-90)
- Nanwanshan gu ciyao zhi 南万山古瓷窑址 (3-92)
- Zhao Zhixin mu 赵执信墓 (3-126) (Zhao Zhixin)
- Hongmen 红门 (3-188)
- Lushen miao 炉神庙 (3-189)
- Zhao Zhixin guju 赵执信故居 (3-217)

#### Zhoucun周村区
- Zhoucun gu shangye jie 周村古商业街 (3-146)
- Bi Ziyan guju 毕自严故居 (3-163)
- Qianfo ge gu jianzhu qun 千佛阁古建筑群 (3-216)

#### Zibo ...
Zibo Gaoxin jishi chanye kaifa qu 淄博高新技术产业开发区
- Jiejia yizhi 解家遗址 (3-10)
- Dahe Nan Han mu 大河南汉墓 (3-119)
- Juntun Hanmu 军屯汉墓 (3-120)

#### Huantai桓台县
- Xiaolong yizhi 小庞遗址 (1-105)
- Wangshi citang 王氏祠堂 (2-32)
- Qianfu yizhi 前埠遗址 (2-149)
- Tangshan yizhi 唐山遗址 (3-11)
- Lizhai yizhi 李寨遗址 (3-12)
- Shijia yizhi 史家遗址 (3-55)
- Wang Yuyang guju ji muzang 王渔洋故居及墓葬 (3-219)

#### Gaoqing高青县
- Qingcheng Wenchang ge 青城文昌阁 (2-33)
- Lu Zhonglian mu 鲁仲连墓 (3-108) (Lu Zhonglian)

#### Yiyuan沂源县
- Xiyutai yizhi 西鱼台遗址 (3-13)
- Bei tao hua ping yizhi 北桃花坪遗址 (3-14)
- Yiyuan yuanren huashi didian 沂源猿人化石地点 (2-80)[1]
- Shangya dong yizhi 上崖洞遗址 (2-81)
- Zhinü dong 织女洞 (3-218)
- Tangshan moya zaoxiang 唐山摩崖造像 (3-230)
- Dong’an gucheng yizhi 东安古城遗址 (3-78)

### Zaozhuang枣庄市

#### Shizhong市中区
- Su-Lu-Yu-Wan bianqu tegongwei jiuzhi 苏鲁豫皖边区特工委旧址 (2-9)
- Hua de zhong xing meikuang gongsi 华德中兴煤矿公司 (3-195)
- Guoji yanghang jiuzhi 国际洋行旧址 (3-270)
- Tiedaoyou jidui jiuzhi 铁道游击队旧址 (3-288)

#### Shanting山亭区
- Baodugu gu jianzhu 抱犊崮古建筑 (3-131)
- Puzhao si 普照寺 (3-132)
- Jianxin yizhi 建新遗址 (3-32)
- Dongjiang yizhi 东江遗址 (3-59)

#### Yicheng峄城区
- Hongtufu yizhi 红土埠遗址 (2-113)
- Erliucheng yizhi 二疏城遗址 (2-178)
- Kuang Heng mu 匡衡墓 (2-228)
- Qingtan si 青檀寺 (3-196)
- Shiwushan quan shike 石屋山泉石刻 (3-236)
- Guogong tanpan jiuzhi 国共谈判旧址 (3-273)
- Yangjiabu yizhi 杨家埠遗址 (3-38)
- Woluo yizhi 沃洛遗址 (3-39)
- Xingdian yizhi 邢店遗址 (3-40)
- Yuecheng gucheng 岳城故城 (3-77)
- Wangfutai yizhi 望夫台遗址 (3-83)

#### Tai’erzhuang台儿庄区
- Biyang gucheng 逼阳故城 (1-66)[1]
- Nantanzi yizhi 南滩子遗址 (2-112)
- Heyao muqun 贺窑墓群 (2-238)
- Houtang gusi 侯塘古寺 (3-194)
- Shaimicheng yizhi 晒米城遗址 (3-33)

#### Xuecheng薛城区
- Shagou yizhi 沙沟遗址 (2-114)
- Zhongchen Hao ciyao zhi 中陈郝瓷窑址 (2-213)[1]*
- Niushan Sunshi zongci 牛山孙氏宗祠 (3-160)
- Xi zhong zao che yizhi 奚仲造车遗址 (3-57)
- Nanchang gucheng 南常故城 (3-71)
- Anyang gucheng 安阳故城 (3-84)

#### Tengzhou滕州市
- Gangshang yizhi 岗上遗址 (1-75)
- Tengguo gucheng 滕国故城 (1-78)
- Xueguo gucheng 薛国故城 (1-79)[2]
- Beixin yizhi 北辛遗址 (2-91)[1]
- Longquan ta 龙泉塔 (3-138)
- Tengzhou xianya 滕州县衙 (3-161)
- Huangling jiuzhi 皇陵旧址 (3-162)
- Baishou fang 百寿坊 (3-197)
- Wangjia citang 王家祠堂 (3-198)
- Liushi jiaci 刘氏家祠 (3-199)
- Zhangshi citang 张氏祠堂 (3-200)
- Tangdai shidiao qun 唐代石雕群 (3-234)
- Zhuanglixi yyizhi 庄里西遗址 (3-34)
- Xikangliu yizhi 西康留遗址 (3-47)
- Qianzhangda yizhi 前掌大遗址 (3-60)

### Dongying东营市

#### Guangrao广饶县
- Nan Song Dadian 南宋大殿 (1-58)[5]
- Yingzi yizhi 营子遗址 (1-104)
- Zhongtou muqun 冢头墓群 (1-141)
- Fujia yizhi 傅家遗址 (2-115)[1]
- Wucun yizhi 五村遗址 (3-7)
- Baiqin tai 柏寝台 (3-74)

#### Lijin利津县
- Nan wang can gu yao zhi 南望参古窑址 (2-198)

### Yantai烟台市

#### Zhifu芝罘区
- Yantai Yingguo lingshiguan jiuzhi 烟台英国领事馆旧址 (2-52)
- Yantai Donghai guanshui wusi gongshu jiuzhi 烟台东海关税务司公署旧址 (2-53)
- Zhangyu gongsi yuanzhi 张裕公司原址 (2-54)
- Yantai jidu jiaochang laohui tang 烟台基督教长老会堂 (2-55)
- Fujian huiguan 福建会馆 (2-58)[5]
- Zhifu julebu jiuzhi 芝罘俱乐部旧址 (2-60)
- Kongdong dao dengta 崆峒岛灯塔 (2-61)
- Yantai dong, xi paotai 烟台东、西炮台 (2-62)
- Baishicun yizhi 白石村遗址 (2-93)[1]
- Yangzhu miao yizhi 阳主庙遗址 (2-200)
- Yuhuangding gu jianzhu qun 毓璜顶古建筑群 (3-155)
- Qishansuo 奇山所 (3-174)
- Eshan lingshi 俄国领事馆旧址 (3-276)
- Qiyo xueguan jiuzhi 启唷学馆旧址 (3-277)
- Zhongguo neidi huixuejiao jiuzhi 中国内地会学校旧址 (3-278)

#### Fushan福山区
- Qiujiazhuang yizhi 邱家庄遗址 (3-26)
- Sanshili pao muqun 三十里堡墓群 (1-136)
- Sanshili pao gucheng gucheng 三十里堡故城址 (2-199)
- Dachengzhan jiuzhi 大成栈旧址 (3-279)

#### Muping牟平区
- Leishenmiao zhandou yizhi 雷神庙战斗遗址 (1-22)
- Haduiding yizhi 蛤堆顶遗址 (1-91)
- Zhaogezhuang yizhi 照格庄遗址 (2-181)
- Li cha tu xiang yizhi 蛎碴土巷遗址 (3-29)
- Xuyang yuan jiuzhi 恤养院旧址 (3-268)
- Zhang Yanshan jiuzhai 张颜山旧宅 (3-272)

#### Laishan莱山区
- Wutai yizhi 午台遗址 (3-27)
- Laoyingding yizhi 老茔顶遗址 (3-28)
- Mashanzhai yizhi 马山寨遗址 (3-95)

#### Longkou龙口市
- Guicheng gucheng 归城故城 (1-95)[1]
- Dingshi guzhai 丁氏故宅 (2-59)[5]
- Zhuangtou muqun 庄头墓群 (2-218)
- Louzizhuang yizhi 楼子庄遗址 (3-35)
- Miao zhou jia Qin han jianzhu yizhi 庙周家秦汉建筑遗址 (3-80)
- Chongshi zhongxue jiuzhi 崇实中学旧址 (3-250)

#### Laiyang莱阳市
- Qianheqian muqun 前河前墓群 (1-138)
- Song Wan guju 宋琬故居 (2-56)

#### Laizhou莱州市
- Yunfengshan moya keshi 云峰山摩崖刻石 (1-37)[2]
- Shenxian dong shiku zaoxiang 神仙洞石窟造像 (2-27)
- Suanyuanzi yizhi 蒜园子遗址 (2-108)
- Dangli gucheng zhi 当利故城址 (2-212)
- Mao Ji, Mao Min mu 毛纪、毛敏墓 (2-249)
- Gaipingshan moya shizaoxiang 盖平山摩崖石造像 (3-229)
- Liuzishan jiuzhai 刘子山旧宅 (3-265)

#### Zhaoyuan招远市
- Qucheng gucheng zhi 曲成故城址 (2-196)
- Xinzhuang muqun 辛庄墓群 (2-219)
- Biguo muqun 毕郭墓群 (3-103)

#### Penglai蓬莱市
- Penglai shuicheng 蓬莱水城 (1-55)[3]
- Liujiagou yizhi 刘家沟遗址 (1-93)
- Cunliji muqun 村里集墓群 (1-137)
- Qi Jiguang ci 戚继光祠 (2-57)
- Dazhongjia yizhi 大仲家遗址 (2-107)
- Nanwangxu yizhi 南王绪遗址 (3-30)
- Qi Jiguang mu 戚继光墓 (3-124)
- Jiesongying gucheng 解宋营古城 (3-175)

#### Qixia栖霞市
- Taocai geming lieshi lingyuan 桃村革命烈士陵园 (1-23)
- Mou er hei zi di zhu zhuang yuan 牟二黑子地主庄园 (1-57)[2]
- Yangjia quan yizhi 杨家圈遗址 (1-92)
- Beichengzi yizhi 北城子遗址 (2-150)
- Lishi zhuangyuan 李氏庄园 (3-224)

#### Haiyang海阳市
- Zhaotuan dileizhan yizhi 赵疃地雷战遗址 (1-24)
- Chengziding yizhi 城子顶遗址 (2-151)
- Zuiziqian muqun 嘴子前墓群 (2-220)[1]
- Dayucun yizhi 大榆村遗址 (3-31)

#### Changdao长岛县
- Beizhuang yizhi 北庄遗址 (2-106)[5]
- Houjidao dengta 猴矶岛灯塔 (3-223)
- Zhenzhumen yizhi 珍珠门遗址 (3-58)
- Miaodao gucheng ji Xianying gong yizhi 庙岛故城址及显应宫遗址 (3-91)

### Weifang潍坊市

#### Weicheng潍城区
- Weixian chenghuang miao 潍县城隍庙 (2-36)
- Wanyin lou 万印楼 (2-37)
- Guo Weiqu guju „Liuyuan“ 郭味蕖故居“疏园” (3-238)

#### Hanting寒亭区
- Hanting qian bu xia gu wenhua yizhi 寒亭前埠下古文化遗址 (3-21)
- Hanting Yikong qiao 寒亭一孔桥 (3-150)
- Hanting Xiyangjia bu buban nianhua jiuzuo fang 寒亭西杨家埠木版年画旧作坊 (3-186)
- Hanting Yushi zhaiyuan minju 寒亭于氏宅院民居 (3-187)
- Hanting huiquanzhuang yizhi 寒亭会泉庄遗址 (3-62)

#### Fangzi坊子区
- De-Ri shi jianzhuqun 德日式建筑群 (3-256)

#### Qingzhou青州市
- Tuoshan shiku zaoxiang 驼山石窟造像 (1-32)[2]
- Xiaojia zhuang yizhi 萧家庄遗址 (1-97)
- Subutun muqun 苏埠屯墓群 (1-139)
- Yunmenshan shiku zaoxiang 云门山石窟造像 (2-21)
- Qingzhou zhenjiaosi 青州真教寺 (2-34)
- Hengwang fu shifang 衡王府石坊 (2-39)
- Fenghuang tai yizhi 凤凰台遗址 (2-153)
- Chengjiagou gumu 程家沟古墓 (2-236)
- Henggong wangmu 衡恭王墓 (2-251)

#### Zhucheng诸城市
- Wang jin mei lieshi guju 王尽美烈士故居 (1-25)[1]
- Kang sheng guju 康生故居 (1-26)
- Chengchengzi yizhi 呈程子遗址 (3-22)
- Qianzhai yizhi 前寨遗址 (3-23)
- Liu ji zhuang zi yizhi 六吉庄子遗址 (3-24)
- Shihetou yizhi 石河头遗址 (2-162)
- Gaojiazhucun muqun 高家朱村墓群 (2-234)

#### Shouguang寿光市
- Wosongtai yizhi 呙宋台遗址 (1-100)
- Jiguo gucheng 纪国故城 (1-101)
- Zhao Wangpu yizhi 赵旺铺遗址 (2-118)
- Bianxianwang yizhi 边线王遗址 (2-157)

#### Anqiu安丘市
- Anshangshifang 庵上石坊 (2-38)
- Tianjia lou yizhi 田家楼遗址 (2-117)
- Zheng jia xia zhuang yizhi 郑家下庄遗址 (2-154)
- Chengyi cheng 城遗城 (2-155)
- Tianjia wenpan yizhi 田家汶泮遗址 (2-191)
- Anqiu Dongjiazhuang hanhuaxiang shimu 安丘董家庄汉画像石墓 (3-112)

#### Gaomi高密市
- Zheng Xuan mu 郑玄墓 (2-235)

#### Changyi昌邑市
- Jiangshi citang 姜氏祠堂 (3-206)

#### Changle昌乐县
- Xiji yizhi 西级遗址 (2-119)
- Yuanjiazhuang yizhi 袁家庄遗址 (2-158)
- Pangjiazhuang yizhi 庞家庄遗址 (2-159)
- Yingqiu yizhi 营丘遗址 (2-160)
- Hexi yizhi 河西遗址 (2-161)
- Yingling guchengzhi 营陵故城址 (2-197)

#### Linqu临朐县
- Shan wang gu shengwuhua 山旺古生物化石保护 (1-96)
- Shimen fang zaoxiang qun 石门坊造像群 (2-22)
- Weijia yizhi 魏家遗址 (2-156)
- Haifushan muqun 海浮山墓群 (2-244)
- Dongzhen miao 东镇庙 (3-225)

### Jining济宁市

#### Rencheng任城区
- Hanbei qun 汉碑群 (1-35)
- Jining tieta 济宁铁塔 (1-48)[2]
- Sihuidui yizhi 寺堌堆遗址 (1-74)
- Jining Dongda si 济宁东大寺 (2-40)[1]
- Xiaowangzhuang muqun 萧王庄墓群 (1-128)[1]
- Daizhuang tianzhu jiaotang 戴庄天主教堂 (2-46)
- Kangfu gucheng zhi 亢父故城址 (2-210)
- Fenghuang tai yizhi 凤凰台遗址 (3-36)
- Shihai yizhi 史海遗址 (3-48)
- Rencheng Chengziya yizhi 任城城子崖遗址 (3-54)
- Liuxingdong si 柳行东寺 (3-173)
- Lüjia zhaiyuan 吕家宅院 (3-207)
- Ci xiao jian wan fang 慈孝兼完坊 (3-208)
- Pan jia da lou 潘家大楼 (3-284)
- Paifang jie Libaitang 牌坊街礼拜堂 (含教士楼) (3-285)

#### Qufu曲阜市
- Zhu zongsiling zhaokai junshi huiyi huizhi 朱总司令召开军事会议会址 (1-08)
- Yan miao 颜庙 (1-45)[4]
- Herzog-von-Zhou-Tempel 周公庙 (1-46)
- Nishan jianzhuqun 尼山建筑群 (1-47)[1]
- Fangshan muqun 防山墓群 (1-121)
- Weijia muqun 韦家墓群 (1-122)
- Jiangcun gumu 姜村古墓 (1-123)
- Jiulongshan yamuqun 九龙山崖墓群 (1-124)
- Meng mu lun muqun 孟母林墓群 (1-125)
- Shaohao ling 少昊陵 (1-126)
- Anqiu wang muqun 安丘王墓群 (1-127)
- Zhusi shuyuan 洙泗书院 (2-41)
- Liang gong lin mu qun 梁公林墓群 (2-224)
- Shaohao ling yizhi 少昊陵遗址 (3-19)
- Xixia hou yizhi 西夏侯遗址 (3-20)
- Xianyuan cian gucheng 仙源县故城 (3-93)
- Lin fang mu 林放墓 (3-105)
- Dongyanlin 东颜林 (3-106)
- Jiuxian Shan jianzhuqun 九仙山建筑群 (3-182)
- Qufu Ming gucheng chenglou 曲阜明故城城楼 (3-183)
- Siji Shan guanyin miao 四基山观音庙 (3-184)
- Shimen si jianzhu qun 石门寺建筑群 (3-210)
- Jiulong shan 九龙山摩崖造像石刻 (3-233)
- Qushi litang ji jiaoxue lou han kaopeng 曲师礼堂及教学楼含考棚 (3-254)

#### Yanzhou兖州市
- Xinglong ta 兴隆塔 (1-50)

- Xiwu si yizhi 西吴寺遗址 (1-76)
- Dongdun cun yizhi 东顿村遗址 (2-201)
- Jinkouba 金口坝 (2-47)
- Xisangyuan yizhi 西桑园遗址 (2-96)
- Wangyin yizhi 王因遗址 (2-97)[1]
- Zhengshi zhuangyuan 郑氏庄园 (3-209)
- Yanzhou tianzhu jiaotang 兖州天主教堂 (3-239)

#### Zoucheng邹城市
- Tieshan moya shike 铁山摩崖刻石 (1-36)[2]
- Mengmiao 孟庙 (1-44)[2]

- Yedian yizhi 野店遗址 (1-73)
- Zhuguo gucheng 邾国故城 (1-77)[1]
- Siji Shan yamuqun 四基山崖墓群 (1-120)
- Yishan moya shikequn 峄山摩崖石刻群 (2-20)
- Qinücheng yizhi 漆女城遗址 (2-120)
- Menglin 孟林 (2-225)[2]
- Mingluwang muqun 明鲁王墓群 (2-247)[1]
- Zhongxing ta 重兴塔 (3-140)
- Meng mu san qian ci 孟母三迁祠 (3-214)
- Fenghuang Shan shiku zaoxiang 凤凰山石窟造像 (3-232)
- Fu shan xi huang miao yi zhi 凫山羲皇庙遗址 (3-94)

#### Yutai鱼台县
- Qixiadui yizhi 栖霞堆遗址 (2-176)
- Wudangting yizhi 武棠亭遗址 (2-192)
- Fan Chi mu 樊迟墓 (3-104)
- Yutai Kongmiao dadian 鱼台孔庙大殿 (3-211)

#### Jinxiang金乡县
- Yangshan zhandou jiniandi 羊山战斗纪念地 (2-6)
- Minchengdui yicheng 缗城堆遗址 (2-177)
- Yushandui yizhi 鱼山堆遗址 (2-193)
- Guangshan sita 光善寺塔 (3-134)
- Jinxiangjie xiaofang 金乡节孝坊 (3-213)

#### Jiaxiang嘉祥县
- Jianshan yamu 尖山崖墓 (1-129)
- Zengzi miao 曾子庙 (2-44)[1]
- Xi Jian mu 郗鉴墓 (2-243)
- Jiaoguo gucheng yizhi 焦国故城遗址 (3-67)
- Zengzi mu 曾子墓 (3-102)
- Qingshan si 青山寺 (3-147)
- Caoshi jiaci 曹氏家祠 (3-185)
- Yueshi jiaci 岳氏家祠 (3-212)

#### Weishan微山县
- Weishandao gumu 微山岛古墓 (1-130)
- Yinwa yizhi 尹洼遗址 (2-121)
- Fu Xi miao 伏羲庙 (2-42)
- Zhongzi miao 仲子庙 (2-43)

#### Wenshang汶上县
- Shuinia Shan moya shike 水牛山摩崖石刻 (2-19)
- Wenshang zhuanta 汶上砖塔 (1-49)
- Mao jia dui gu muqun 茅家堆古墓群 (2-237)
- Nan wang fen shui long wang miao 南旺分水龙王庙 (2-45)
- Jia Bai yizhi 贾柏遗址 (2-83)[1]
- Wenshang wenmiao 汶上文庙 (3-137)
- Wenshang Guandi miao 汶上关帝庙 (3-154)
- Chi you zhong 蚩尤冢 (3-98)

#### Sishui泗水县
- Ka qiao 卞桥 (1-51)[1]
- Ming lu hui wang 明鲁惠王、恭王、端王墓 (2-248)
- Tianqi miao yizhi 天齐庙遗址 (3-37)
- Yinjia cheng yizhi 尹家城遗址 (3-49)

#### Liangshan梁山县
- Qingdui yizhi 青堆遗址 (2-122)
- Faxing si yizhi baokuo Liantai shike, Donglu Xizhu chan shi muta, Wenli tang 法兴寺遗址包括莲台石刻、东鲁西竺禅师墓塔、问礼堂 (3-89)

### Tai’an泰安市

#### Taishan泰山区
- Jingshiyu, Wuzibei ji moya shike 经石峪、无字碑及摩崖刻石 (1-34)[4]
- Tiankuang dian ji bihua 天贶殿及壁画 (1-41)[2]
- Taishan Bixia Ci 碧霞祠 (1-42)[1]
- Taishan Panlu ji gu jianzhu qun 泰山盘路及古建筑群 (2-28)[1]

#### Daiyue岱岳区
- Culai Shan geming yizhi 徂徕山革命遗址 (1-09)
- Culai Shan moya shike 徂徕山摩崖石刻 (2-13)
- Xiao da heng mudi shike 萧大亨墓地石刻 (2-15)
- Dawenkou yizhi 大汶口遗址 (1-67)[3]
- Wuliang dian 无梁殿 (3-177)
- Shanxi huiguan 山西会馆 (3-178)
- Gushi qiao 古石桥 (3-179)

#### Xintai新泰市
- Xintai zhiren huashi didian 新泰智人化石地点 (2-82)
- Xintai shi Zhoujiazhuang Dong Zhou muqun 新泰市周家庄东周墓群 (3-101)

#### Feicheng肥城市
- Lufang zhandou yizhi 陆房战斗遗址 (1-10)
- Tai Shan Xianling gong 泰山显灵宫 (3-181)

#### Ningyang宁阳县
- Guci yaozhi 古磁窑址 (1-71)
- Panmaocun Hanmu 潘茂村汉墓 (1-117)
- Ningyang Yanzi miao 宁阳颜子庙 (2-29)
- Ningyang Lingshan si 宁阳灵山寺 (3-136)
- Ningyang wenmiao 宁阳文庙 (3-156)
- Ningyang Yuwang miao 宁阳禹王庙 (3-180)

#### Dongping东平县
- Baifo shan shiku zaoxiang 白佛山石窟造像 (1-31)[4]
- Dongping gucheng 东平故城 (1-69)
- Beiqiao muqun 北桥墓群 (1-118)
- Liangshi muqun 梁氏墓群 (1-119)
- Sili Shan shike zaoxiang 司里山石刻造像 (2-12)
- Limingwo moya zaoxiang 理明窝摩崖造像 (2-14)
- Daicunba 戴村坝 (2-30)

### Weihai威海市

#### Huancui环翠区
- Beiyang shuishi tidu shu 北洋水师提督署 (1-56)
- Yihe yizhi 义和遗址 (2-100)
- Datiandong muqun 大天东墓群 (2-232)
- Kuanrenyuan jiuzhi 宽仁院旧址 (2-75)
- Weihai Yingguo lingshiguan jiuzhi 威海英国领事馆旧址 (2-76)
- Gongji fenhui jiuzhi 共济分会旧址 (3-240)
- Kanglai fandian jiuzhi 康来饭店旧址 (3-241)
- Yingguo gongcheng shizhizhai jiuzhi 英国工程师住宅旧址 (3-242)
- Yingguo haijun shangjiang bieshu jiuzhi 英国海军上将别墅旧址 (3-243)
- Ying haijun siling bishufang jiuzhi Siyin lou 英海军司令避暑房旧址四眼楼 (3-244)
- Ying shang siren zhuzhai jiuzhi Xiaohong lou 英商私人住宅旧址小红楼 (3-245)
- Zhengliusuo jiuzhi 蒸馏所旧址 (3-246)
- Taimao yanghang jiuzhi 泰茂洋行旧址 (3-261)
- Shouhui Weihai wei jinianta 收回威海卫纪念塔 (3-266)
- Haixing xuejiao jiuzhi 海星学校旧址 (3-280)
- Meiguo yayi bieshu jiuzhi 美国牙医别墅旧址 (3-281)
- Yiren bieshu jiuzhi 意人别墅旧址 (3-282)
- Ying shang bieshu jiuzhi 英商别墅旧址 (3-283)

#### Fushan乳山市
- Shengshuiyan shike zaoxiang 圣水岩石刻造像 (2-26)
- Xiaoguan yizhi 小管遗址 (2-152)
- Nanhuangzhuang muqun 南黄庄墓群 (2-217)

#### Wendeng文登市
- Tianfushan geming yizhi 天福山革命遗址 (1-21)
- Shengjing shan moya shike 圣经山摩崖石刻 (2-25)[1]
- Shali dian yizhi 沙里店遗址 (1-94)
- Dasongjia yizhi 大宋家遗址 (2-102)
- Maitian yizhi 脉田遗址 (2-103)
- Xinquan muqun 新权墓群 (2-233)
- Shiyang Hanmuqun 石羊汉墓群 (3-118)

#### Rongcheng荣成市
- Cha shan qian zhen dong shie ke 槎山千真洞石刻 (2-24)
- Hekou yizhi 河口遗址 (2-101)
- Chengshantou yizhi 成山头遗址 (2-209)

### Rizhao日照市

#### Donggang东港区
- Donghaiyu yizhi 东海峪遗址 (1-84)[1]
- Sujia yizhi 苏家遗址 (2-138)

#### Lanshan岚山区
- Yao wangcheng yizhi 尧王城遗址 (1-86)[1]
- Xiao dai tuan yizhi 小代疃遗址 (2-167)

#### Wulian五莲县
- Dongjiaying yizhi 董家营遗址 (3-25)
- Dantu yizhi 丹土遗址 (1-99)[5]
- Dongchengxian yizhi 东城仙遗址 (2-116)
- Dinggongshi ci 丁公石祠 (2-35)
- Wulianshan Guangming si 五莲山光明寺 (3-176)
- Pai gucheng yizhi 牌孤城遗址 (3-75)

#### Ju莒县
- Liu Xie guju 刘勰故居 (1-54)
- Yingguo gucheng 莒国故城 (1-87)
- Qijiazhuang muqun 齐家庄墓群 (1-135)
- Lingyanghe yizhi 陵阳河遗址 (2-128)
- Dazhucun yizhi 大朱村遗址 (2-129)
- Hangtou yizhi 杭头遗址 (2-137)
- Tangzi yizhi 塘子遗址 (2-182)
- Tianjingwang muqun 天井汪墓群 (2-226)
- Chengyang wangmu 城阳王墓 (2-239)

#### Rizhao ...
Rizhao jingji kaifaqu 日照经济开发区
- Liangcheng zhen yizhi 两城镇遗址 (1-85)[1]

### Laiwu莱芜市

#### Laicheng莱城区
- Gu ye tong yizhi 古冶铜遗址 (1-70)
- Wangyang tai 汪洋台 (2-8)
- Mucheng yizhi 牟城遗址 (2-188)
- Xiao bei ye ye tie yi zhi 小北冶冶铁遗址 (2-216)
- Ying cheng yizhi 嬴城遗址 (3-66)
- Cai jia zhen jingchuang 蔡家镇经幢 (3-231)

#### Gangcheng钢城区
- Laiwu zhanyi zhihuisuo jiuzhi 莱芜战役指挥所旧址 (1-18)

### Linyi临沂市

#### Lanshan兰山区
- Linyi geming lieshi lingyuan 临沂革命烈士陵园 (1-17)
- Yinqueshan, Jinqueshan muqun 银雀山、金雀山墓群 (1-133) (Yinqueshan)
- Linyi Kongmiao 临沂孔庙 (2-77)
- Wangjiasangang yizhi 王家三岗遗址 (2-125)
- Xiaochenghou yizhi 小城后遗址 (2-126)
- Gucheng yizhi 故城遗址 (2-179)
- Xiaogucheng gucheng 小谷城故城 (3-45)
- Jiqiu gucheng 即邱故城 (3-65)
- Zhongqiu gucheng zhu ge cheng 中丘故城诸葛城 (3-72)
- Wang Xizhi guli yizhi 王羲之故里遗址 (3-85) (Wang Xizhi)

#### Luozhuang罗庄区
- Yan jia dun yizhi 晏驾墩遗址 (3-15)
- Zhu chen gu ciyao zhi 朱陈古瓷窑址 (3-86)
- Wubaizhuang huaxiang shimu 吴白庄画像石墓 (3-227)

#### Hedong河东区
- Quanshangtun yizhi 泉上屯遗址 (2-84)
- Qingfengling yizhi 青峰岭遗址 (2-85)
- Zhuqiu gucheng xian gucheng 祝丘故城故县故城 (3-51)
- Xiaohuangshan muqun 小皇山墓群 (3-100)
- Xin sijun junbu jiuzhi 新四军军部旧址 (3-274)

#### Yinan沂南县
- Kangda yi fenjiai jiuzhi 抗大一分校旧址 (1-16)
- Daqingshan zhandou yizhi 大青山战斗遗址 (1-19)
- Shandong sheng zhanshi gongzuo wei yuanhui jiuzhi 山东省战时工作委员会旧址 (1-20)
- Beizhai huaxiang shimuqun 北寨画像石墓群 (1-132)[4]
- Xisima yizhi 西司马遗址 (2-127)
- Xinliang qiao 信量桥 (3-142)
- Yangdu gucheng 阳都故城 (3-63)

#### Tancheng郯城县
- Maling Shan yizhi 马陵山遗址 (3-17)
- Tanguo gucheng 郯国故城 (1-88)[1]
- Heilongtan yizhi 黑龙潭遗址 (2-86)
- Yu gong mu 于公墓 (3-117)
- Matou qingzhensi 马头清真寺 (3-191)

#### Yishui沂水县
- Zhong-gong Zhongyang Shandong fenbuju jiuzhi 中共中央山东分局旧址 (2-3)
- Dazhong ribao chuangkan di «大众日报》创刊地 (2-4)
- Große Mauer des Staates Qi 齐长城遗址 (1-89)[8][4]
- Guziding yizhi 姑子顶遗址 (3-53)
- Taitou yizhi 抬头遗址 (3-56)

#### Lanling兰陵县
- Cengguo gucheng 鄫国故城 (1-90)
- Lanling gumu 兰陵古墓 (1-134)
- Lunan lieshi lingyuan 鲁南烈士陵园 (2-5)
- Xiangcheng yizhi 向城遗址 (2-98)
- Yuguanzhuang yizhi 于官庄遗址 (2-99)
- Xiaohu yizhi 小湖遗址 (2-132)
- Donggaoyao yizhi 东高尧遗址 (3-44)
- Zuocheng gucheng 柞城故城 (3-50)
- Jinshan Hanmu qun 金山汉墓群 (3-116)
- Zhuangwu paifang 庄坞牌坊 (3-221)

#### Fei费县
- Xi xi jiang yizhi 西西蒋遗址 (2-133)
- Fei xian gucheng zhi 费县故城址 (2-205)
- Liujia tuan muqun 刘家疃墓群 (2-240)
- Fangcheng gucheng yizhi 防城故城遗址 (3-52)

#### Pingyi平邑县
- Gong cao que, Huang sheng qing que 功曹阙、皇圣卿阙 (1-53)
- Tongshi yizhi 铜石遗址 (2-134)
- Beichi yizhi 北池遗址 (2-135)
- Zhuanyu gu chengzhi 颛臾故城址 (2-204)
- Cai zhuang yizhi 蔡庄遗址 (3-42)
- Nanwu cheng gucheng 南武城故城 (3-73)
- Zuo baogui yi-guanzhong 左宝贵衣冠冢 (3-127)

#### Junan莒南县
- Xuejiayao yizhi 薛家窑遗址 (2-130)
- Qian sha gou yizhi 前沙沟遗址 (原崔家沙沟) (3-16)
- Wang jing yu feng lin 王璟御封林 (3-237)
- Shandong sheng zhengfu jiuzhi 山东省政府旧址 (3-286)
- Shandong Xinhua shudian jiuzhi 山东新华书店旧址 (3-287)

#### Mengyin蒙阴县
- Daigu geming yizhi 岱崮革命遗址 (1-14)
- Menglianggu zhanyi yizhi 孟良崮战役遗址 (1-15)[9]
- Lüjiazhuang yizhi 吕家庄遗址 (2-136)
- Beilou ying xian qiao 北楼迎仙桥 (3-192)

#### Linshu临沭县
- Beigoutou yizhi 北沟头遗址 (1-83)
- Guojiashan yizhi 郭家山遗址 (2-131)
- Chenguanzhuang yizhi 陈官庄遗址 (3-69)

### Dezhou德州市

#### Decheng德城区
- Sulu wang mu 苏禄王墓 (1-145)[2]

#### Laoling乐陵市
- Wuli zhong yizhi 五里冢遗址 (1-113)
- Huiwang zhong yizhi 惠王冢遗址 (2-173)
- Sannü zhong 三女冢 (2-230)
- Yeling wenmiao 乐陵文庙 (3-172)

#### Yucheng禹城市
- Yuwang ting yizhi 禹王亭遗址 (1-114)
- Doujia yizhi 窦冢遗址 (2-174)

#### Lingcheng陵城区
- Shentou muqun 神头墓群 (1-144)

#### Qihe齐河县
- Yitun yizhi 尹屯遗址 (2-175)
- Fengli Hanmu 冯李汉墓 (3-114)

#### Pingyuan平原县
- Zhuzhuang muqun 朱庄墓群 (2-231)

### Liaocheng聊城市

#### Dongchangfu东昌府区
- Liaocheng tieta 聊城铁塔 (1-60)[1]
- Guangyue lou 光岳楼 (1-61)[2]
- Shan-Shaan huiguan 山陕会馆 (1-62)[2]
- Quansi yizhi 权寺遗址 (2-172)
- Houtugu Hanmu 堠土固汉墓 (3-115)
- Tangyi wenmiao 堂邑文庙 (3-151)
- Fu shi ci tang 傅氏祠堂 (3-201)
- Haiyuan ge 海源阁 (3-202)

#### Linqing临清市
- Ao tou ji 鏊头矶 (2-49)
- Linqing xi qingzhensi 临清西清真寺 (2-50)
- Linqing sheli baota 临清舍利宝塔 (2-51)
- Linqing He wie zhang zhuang ming, Qing zhuan yao yizhi 临清河隈张庄明、清砖窑遗址 (3-96)
- Linqing qingzhen dongsi 临清清真东寺 (3-167)
- Linqing minju 临清民居 (3-190)

#### Gaotang高唐县
- Hehe muqun 涸河墓群 (2-241)
- Liangcun xingguo sita 梁村兴国寺塔 (3-141)
- Gaotang wenmiao 高唐文庙 (3-153)

#### Yanggu阳谷县
- Jingyanggang zizhi 景阳岗遗址 (1-111)[4]
- Hongdui yizhi 红堆遗址 (2-142)
- Huanggu zhong yizhi 皇姑冢遗址 (2-143)
- A cheng gu chengzhi 阿城故城址 (2-206)
- Yanggu wenmiao 阳谷文庙 (3-145)
- Boji qiao 博济桥 (3-165)
- Haihui si han yanyunsi 海会寺含盐运司 (3-204)
- 坡里教堂 (3-205)

#### Chiping茌平县
- Zhangjia lou Kang-Ri jiuzhi 张家楼抗日遗址 (1-28)
- Shangzhuang yizhi 尚庄遗址 (1-109)
- Taizigao yizhi 台子高遗址 (1-110)
- Jiao chang pu yizhi 教场铺遗址 (2-141)[1]
- Nanchen yizhi 南陈遗址 (3-5)

#### Shen莘县
- Hanshi mudi shike 韩氏墓地石刻 (2-23)[1]
- Mengwa yizhi han Hanmu muqun 孟洼遗址含汉墓群 (3-82)
- Shenxian Xiangzhang yizhi 莘县相庄遗址 (3-87)
- Shenxian wenmiao 莘县文庙 (3-166)

#### Dong’e东阿县
- Caozhi mu 曹植墓 (2-242)[5]
- Qian Zhao yizhi 前赵遗址 (3-6)
- Deng miao Han huaxiangshi mu 邓庙汉画像石墓 (3-113)
- Jingjuesi 净觉寺 (3-168)
- Weizhuang shi paifang 魏庄石牌坊 (3-203)

#### Guan冠县
- Xiaocheng gu yizhi 肖城古遗址 (3-97)
- Wuxun mu ji citang 武训墓及祠堂 (3-125)
- Nanjie minju Zhang Menggeng guju 南街民居张梦庚故居 (3-255)

### Binzhou滨州市

#### Bincheng滨城区
- Lanjia yizhi 兰家遗址 (1-107)

#### Zouping邹平县
- Baojia yizhi 鲍家遗址 (1-103)
- Xinanzhuang yizhi 西南庄遗址 (2-95)
- Dinggong 丁公遗址 (2-124)[4]
- Liang Shuming mu 梁漱溟墓 (3-289)

#### Zhanhua沾化县
- Yangjia guyaozhi 杨家古窑址 (1-108)
- Xi yizhi 西遗址 (2-203)

#### Huimin惠民县
- Wie ji di zhu zhuangyuan 魏集地主庄园 (1-59)[5]
- Dashang yizhi 大商遗址 (1-102)
- Dagai yizhi 大盖遗址 (1-106)
- Lujia yizhi 路家遗址 (2-166)
- Houjia yizhi 郝家遗址 (2-183)

#### Boxing博兴县
- Zhangbafo 丈八佛 (2-18)
- Fengyang shiqiao 凤阳石桥 (2-48)
- Zhaika yizhi 寨卞遗址 (2-163)
- Caigao yizhi 村高遗址 (2-164)
- Licheng yizhi 利城遗址 (2-165)
- Xiancheng yizhi 贤城遗址 (2-186)
- Donglu yizhi 东鲁遗址 (2-187)
- Longhua si yizhi 龙华寺遗址 (2-214)[1]
- Yuanzhuang yizhi 院庄遗址 (3-43)

#### Yangxin阳信县
- Zhangjia jitu jinianshi 张家集土改纪念室 (1-29)
- Niuwangtang gumu 牛王堂古墓 (1-143)
- Xiaohan yizhi 小韩遗址 (2-123)
- Qintai yizhi 秦台遗址 (2-184)
- Bangchuiliu yizhi 棒槌刘遗址 (2-185)

#### Wudi无棣县
- Guolaiyi gumu 郭莱仪古墓 (1-142)
- Xinyanggu chengzhi 信阳故城址 (2-202)
- Wushifen guju 吴式芬故居 (3-193)
- Dajue Si 大觉寺 (3-220)

### Heze菏泽市

#### Mudan牡丹区
- Anqiudui yizhi 安邱堆遗址 (1-81)[4]
- Feng zui tu gu dui yizhi 凤嘴土固堆遗址 (3-70)

#### Juancheng鄄城县
- Lishan gu yizhi 历山古遗址 (3-18)
- Shaoling 尧陵 (3-99)
- Su shu yu shi paifang 苏述御使牌坊 (3-170)

#### Shan单县
- Baishoufang, Baishifang 百寿坊、百狮坊 (1-52)
- Zhangtugudui yizhi 张土固堆遗址 (3-41)

#### Yuncheng郓城县
- Guanyin sita 观音寺塔 (3-135)

#### Cao曹县
- Hongsancun Kang-Ri lianfang yizhi 红三村抗日联防遗址 (1-13)
- Liangdui yizhi 梁堆遗址 (1-80)
- Anlingdui yizhi 安陵堆遗址 (1-82)
- Shen zhong ji yizhi 莘冢集遗址 (2-139)
- Xidui yizhi 郗堆遗址 (2-140)
- Gaodui yizhi 郜堆遗址 (2-170)

#### Dingtao定陶县
- Fangshan muqun 仿山墓群 (1-131)
- Guandui yizhi 官堆遗址 (2-169)
- Zuoshan si yizhi 左山寺遗址 (3-46)
- Qiji si yizhi 戚姬寺遗址 (3-68)
- Xiang Liang mu 项梁墓 (3-109)

#### Juye巨野县
- Juye jiao’an yizhi 巨野教案遗址 (1-12)
- Changyi guchengzhi 昌邑故城址 (2-211)
- Yongfeng ta 永丰塔 (3-139)
- Juye wenmiao 巨野文庙 (3-169)

#### Dongming东明县
- Doudui yizhi 窦堆遗址 (2-171)
- Dongming wenmiao 东明文庙 (3-171)

#### Chengwu成武县
- Liushi shifang 刘氏石坊 (2-78)
- Shenshi shifang 申氏石坊 (2-79)
- Datai yizhi 大台遗址 (2-168)
- Chengwu guchengzhi 成武故城址 (2-195)